# 天青石龍屬
天青石龍屬（屬名：Nomingia）是種偷蛋龍下目恐龍，生存於晚白堊紀的東亞。
天青石龍的正模標本（編號GIN 100/119）是在1994年發現於蒙古國的Bugin Tsav地層，地質年代相當於白堊紀晚期的馬斯垂克階。化石包含：大部分脊椎、骨盆、以及左脛跗骨。在2000年，由瑞欽·巴思缽（Rinchen Barsbold）等人進行敘述、命名，模式種是戈壁天青石龍（N. gobiensis）。天青石龍的屬名是以化石發現地－Nomingiin戈壁為名；種名則是以戈壁沙漠為名。

## 敘述

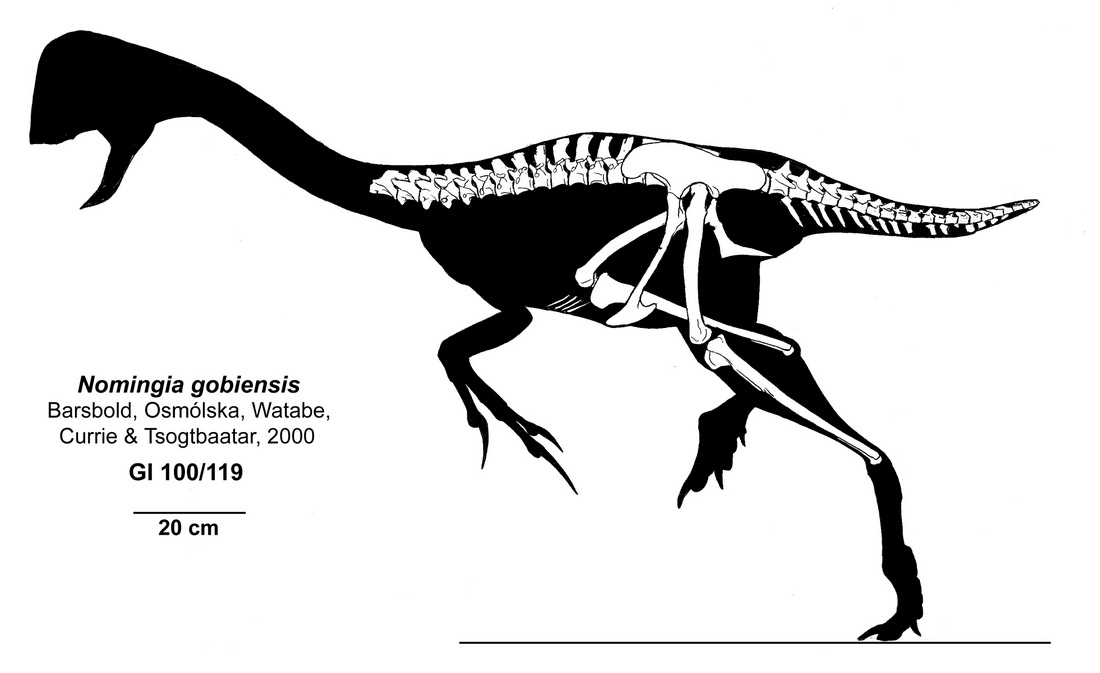
正模標本包含的骨骼部位

天青石龍是種中型偷蛋龍類恐龍，根據葛瑞格利·保羅的估計值，天青石龍的身長約1.7公尺，體重約20公斤。
天青石龍的特徵是尾巴末端具有類似尾綜骨的固定脊椎骨，瑞欽·巴思缽等人認為該處可能有一叢羽毛，類似現代鳥類。在發現天青石龍的化石以前，這種骨頭結構只在鳥類身上發現。
天青石龍屬於偷蛋龍下目的偷蛋龍科。如同其他偷蛋龍類，牠們的頭上擁有冠飾，可能作為展示物使用。天青石龍擁有喙狀嘴，有些其他恐龍也擁有喙狀嘴，例如鐮刀龍。

## 種系發生學
瑞欽·巴思缽命名天青石龍被時，將牠們歸類於偷蛋龍下目，其他研究人員多認為天青石龍屬於近頜龍科或單足龍亞科，依據他們所使用的分類系統，而有不同分類位置。